# زیرآب
شهر زیرآب یکی از شهرهای شهرستان سوادکوه در استان مازندران ایران است. زبان مردم شهر زیرآب زبان مازندرانی است. شهر زیرآب از جنوب به شهر پل سفید و از شمال به شهر شیرگاه راه دارد. جادهٔ ارتباطی تهران-شمال از میان این شهر می‌گذرد. همچنین راه‌آهن تهران – شمال از این شهر می‌گذرد.

## تاریخچه
عوامل به وجود آمدن شهر زیرآب را می‌توان به دو پدیده نسبت داد:
۱- راه آهن سراسری و معدن شرکت زغال سابق که زغال سنگ از معادن کنیج کلا استخراج و توسط نوارهای نقاله و سازه منجنیق در ایستگاه راه آهن فعلی در واگن ها بارگیری می شدند
۲- وجود بقعه مبارکه امامزاده عبدالحق که به عنوان یکی از اماکن متبرکه استان به‌شمار می‌رود و عامل جذب و توجه مردم به این منطقه گردید.
۳- وجود رودخانه تلار که به عنوان یک پدیده طبیعی عامل ثبات جمعیت و نیز تأمین معشیت مردم بر پایه کشاورزی و دامداری بوده که پس از جذب و سکونت مردم در اطراف امامزاده عبدالحق و دیگر مناطق بر اساس تقسیمات کشوری در سال ۱۳۳۵ با تشکیل شهرداری در زیرآب به عنوان یک شهر قلمداد میشود.
قدیمی‌ترین اسمی که از زیرآب بجا مانده زیورآب که زو یا زیور به معنی روشن یا آب روشن می‌باشد و عده‌ای معتقدند نام اولیه زیرآب امارت سر بوده سپس به رباط سر تغییر یافته و بعد از آن به عبدالحق معروف شده و پس از احداث ایستگاه راه‌آهن در این شهر به زیرآب تغییر یافته‌است. مهم‌ترین مشکل این شهر، تعطیلی شرکت زغال سنگ البرز مرکزی است.
از ابتدای سال ۱۳۹۲ با تبدیل شهر زیراب به بخش و تشکیل شهرستان سوادکوه شمالی به مرکزیت شیرگاه تقسیمات سیاسی شهرستان دچار تغییر شده‌است. امامزاده عبدالحق یکی از مکان‌های زیارتی شهر زیرآب می‌باشد.
شهر زیراب از محله های مختلف تشکیل شده است. سرخکلا ، کردآباد ، قایی کلا ، خواجه کلا ، کنیج کلا ، بالازیراب ، چندلا ، کاشی آباد ، جزخانی و...
همچنین ساکنین روستاهای منطقه کیسیلیان و ولوپی عمدتا" در شهر زیراب نیز سکونت دارند و در حال داد و ستد می باشند

## جمعیت
بر اساس سرشماری سال ۱۳۹۵ جمعیت این شهر برابر با ۱۶٬۱۹۱ نفر جمعیت بوده‌است. مردم زیراب به گویش سوادکوهی که گویشی از زبان مازندرانی است صحبت می‌کنند.

## وضعیت جغرافیایی
زیرآب دارای شش کیلومتر مربع وسعت و از نظر آب و هوا دارای شرایط خوبی می‌باشد که دور تا دور آن از جنگل‌های سرسبز محصور گردیده‌، رودخانه تلار از وسط شهر عبور کرده و به دو قسمت جنوبی و شمالی تقسیم شده و جاده ترانزیتی تهران- شمال از وسط زیراب عبور می‌کند. زیراب منطقه‌ای بکر و دست نخورده‌ای می‌باشد. این شهر سرشار از منابع زیرزمینی و سطحی مانند زغال سنگ، سیلیس، فلورین، کوارتز، و نظایر آن می‌باشد.